# Deltaspis
Deltaspis is een kevergeslacht uit de familie van de boktorren (Cerambycidae). De wetenschappelijke naam van het geslacht werd voor het eerst geldig gepubliceerd in 1834 door Audinet-Serville.

## Soorten
Deltaspis omvat de volgende soorten:
- Deltaspis alutacea Bates, 1885
- Deltaspis auromarginata Audinet-Serville, 1834
- Deltaspis cruentus (LeConte, 1862)
- Deltaspis cyanipes Bates, 1885
- Deltaspis disparilis Bates, 1891
- Deltaspis ivae Beierl & Barchet, 2000
- Deltaspis marginella Bates, 1891
- Deltaspis moesta Bates, 1885
- Deltaspis nigripennis Bates, 1880
- Deltaspis rubens Bates, 1885
- Deltaspis rubriventris Bates, 1880
- Deltaspis rufostigma Bates, 1892
- Deltaspis subopaca Chemsak & Linsley, 1982
- Deltaspis thoracica White, 1853
- Deltaspis tumacacorii (Knull, 1944)
- Deltaspis variabilis Bates, 1891